# Comunidad de comunas Errobi
La Comunidad de comunas Errobi (Communauté de comunes Errobi en francés) es una estructura intercomunal francesa situada en el departamento francés de Pirineos Atlánticos de la región de Aquitania.

## Historia
Fue creada el 21 de diciembre de 2006 con la unión de cinco de las siete comunas del antiguo cantón de Espelette y seis de las nueve comunas del antiguo cantón de Ustaritz, de las que actualmente tres pertenecen al cantón de Ustaritz-Valles de Nive y Nivelle y ocho al cantón de Baïgura y Mondarrain.

## Nombre
Debe su nombre a que todas las comunas que lo componen son atravesadas por el río Nive, Errobi en euskera.

## Composición
La Comunidad de comunas reagrupa 11 comunas:
| Comuna          | Código INSEE | Cantón                            | Población (2012) | Superficie (ha) | Densidad (hab./km²) |
| --------------- | ------------ | --------------------------------- | ---------------- | --------------- | ------------------- |
| Arcangues       | 64038        | Ustaritz-Valles de Nive y Nivelle | 3133             | 17,47           | 179                 |
| Bassussarry     | 64100        | Ustaritz-Valles de Nive y Nivelle | 2490             | 6,51            | 382                 |
| Cambo-les-Bains | 64160        | Baïgura y Mondarrain              | 6636             | 22,49           | 295                 |
| Espelette       | 64213        | Baïgura y Mondarrain              | 2038             | 26,85           | 76                  |
| Itxassou        | 64279        | Baïgura y Mondarrain              | 2022             | 39,37           | 51                  |
| Halsou          | 64255        | Baïgura y Mondarrain              | 532              | 5,08            | 105                 |
| Larressore      | 64317        | Baïgura y Mondarrain              | 1694             | 10,76           | 157                 |
| Louhossoa       | 64350        | Baïgura y Mondarrain              | 890              | 7,38            | 121                 |
| Souraïde        | 64527        | Baïgura y Mondarrain              | 1293             | 16,86           | 77                  |
| Ustaritz        | 64547        | Ustaritz-Valles de Nive y Nivelle | 6294             | 192             | 32,75               |

## Competencias
La comunidad es un organismo público de cooperación intercomunal.
Sus recursos provienen del impuesto sobre los rendimientos del trabajo único, del sistema de contribuciones que se aplica a los residuos y asignaciones y subvenciones de diversos socios.
Sus competencias en general se centran en el desarrollo económico, medio ambiental, de empleo y los servicios comunitarios a los habitantes:
- Ordenación del Territorio
  - Plan de Coherencia Territorial (SCOT, en francés) (a título obligatorio).
  - Plan Sectorial (a título obligatorio).
- Desarrollo y organización económica
  - Acción de desarrollo económico de las actividades industriales, comerciales o de empleo, (apoyo de las actividades agrícolas y forestales...) (a título obligatorio).
  - Creación, organización, mantenimiento y gestión de zonas de actividades industriales, comerciales, terciario, artesanal o turístico (a título obligatorio).
- Desarrollo y organización social y cultural
  - Actividades culturales y socioculturales (a título facultativo).
  - Actividades deportivas (a título facultativo).
  - Construcción y/u organización, mantenimiento, gestión de equipamientos o establecimientos culturales, socioculturales, socioeducativos, deportivos… (a título optativo).
  - Transporte escolar (a título facultativo).
- Medio ambiente
  - Saneamiento no colectivo (a título facultativo).
  - Recogida y tratamiento de los residuos urbanos y asimilados (a título optativo).
  - Protección y valorización del Medio Ambiente (a título optativo).
- Vivienda y hábitat
  - Programa local del hábitat (a título optativo).
- Servicio de vías públicas
  - Creación, organización y mantenimiento del servicio de vías públicas (a título optativo).
- Otros
  - Adquisición comunal de material (a título facultativo).
  - Informática, Talleres vecinales (a título facultativo).